# Annenhof

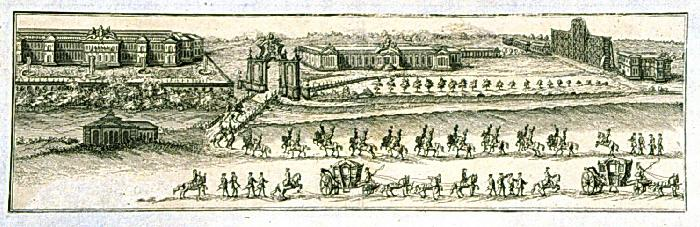
De två Annenhof: sommarpalatset i två våningar till vänster och vinterpalatset i en våning till höger.

Annenhof var namnet på två kejserliga palats i Moskva i Ryssland: Annenhof Vinterpalats inne i staden, och Annenhof Sommarpalats utanför staden.   De uppfördes båda 1730-1731 av Bartolomeo Rastrelli för att fungera som bostad åt kejsarinnan Anna Ivanovna och hennes hov, då hon föredrog Moskva framför Sankt Petersburg. År 1736 flyttades vinterpalatset till att stå bredvid sommarpalatset, och de två palatsen utgjorde sedan ett enda palatskomplex. 

## Annenhof Vinterpalats
Annenhof Vinterpalats uppfördes vid Kreml inne i Moskva. Det var kejsarinnan Annas vinterpalats. Det var ett träslott i i bara en våning, men med mycket stora rum, med en centralbyggnad för tronsalen. År 1736 flyttades träslottet till Lefortovo utanför Moskva, där det ställdes bredvid Annenhof Sommarpalats. Slottet brann ned 1753, något som skildras i Katarina den storas memoarer. Det återuppfördes på bara sex veckor. Slottet brann ned för sista gången 1771 och uppfördes då inte igen. 

## Annenhof Sommarpalats
Annenhof Sommarpalats uppfördes i Lefortovo utanför Moskva 1730. Det kallades också för Golovinpalatset eftersom det låg på mark som tidigare hade tillhört Fyodor Golovin. Det var ett träslott i två våningar. Det var kejsarinnan Annas sommarpalats. Det brann ned 1740, men återuppfördes 1741. Där hölls kejsarinnan Elisabet I:s kröningsmiddag. Det revs på order av Katarina den stora på 1760-talet och ersattes av Katarinapalatset (Moskva). 